# Stade de Reims 2022-2023 (femminile)
Questa voce raccoglie le informazioni riguardanti la squadra femminile dello Stade de Reims nelle competizioni ufficiali della stagione 2022-2023.

## Divise e sponsor
La grafica è la stessa adottata dalla squadra maschile dello Stade Reims. Il main sponsor era HEXAOM, quello tecnico, fornitore delle divise da gioco, era Umbro.
| Casa | Trasferta | 3ª divisa |

## Organigramma societario
Come da sito societario.
Area tecnica
- Allenatore: Amandine Miquel
- Vice allenatore: Amaury Messuwe
- Preparatore dei portieri: Christopher Dauphin
- Preparatore atletico: Hugo Varloteau
- Fisioterapisti: Xavier Hugonnot, Lucie Mertes
- Medico sociale: Coralie Parmentier

## Rosa
Rosa, ruoli e numeri di maglia come da sito ufficiale, aggiornati al 10 gennaio 2023.
| N. |                        | Ruolo | Calciatrice                   |
| -- | ---------------------- | ----- | ----------------------------- |
| 1  | Messico (bandiera)     | P     | Emily Alvarado                |
| 2  | Francia (bandiera)     | D     | Mathilde Kack                 |
| 3  | Francia (bandiera)     | D     | Célya Barclais                |
| 4  | Nigeria (bandiera)     | D     | Oluwatosin Demehin            |
| 5  | Francia (bandiera)     | D     | Julie Pasquereau              |
| 6  | Haiti (bandiera)       | A     | Melchie Dumornay              |
| 7  | Francia (bandiera)     | C     | Thelma Eninger                |
| 8  | Francia (bandiera)     | C     | Sonia Ouchène                 |
| 9  | Camerun (bandiera)     | C     | Charlène Meyong               |
| 10 | Stati Uniti (bandiera) | C     | Rachel Corboz (vice-capitano) |
| 13 | Haiti (bandiera)       | D     | Kethna Louis                  |
| 14 | Camerun (bandiera)     | C     | Monique Ngock                 |

| N. |                    | Ruolo | Calciatrice               |
| -- | ------------------ | ----- | ------------------------- |
| 15 | Francia (bandiera) | C     | Lou-Ann Joly              |
| 17 | Francia (bandiera) | D     | Jade Rastocle             |
| 18 | Francia (bandiera) | A     | Shana Chossenotte         |
| 20 | Ucraina (bandiera) | A     | Inna Hlushchenko          |
| 21 | Francia (bandiera) | D     | Lèa Notel                 |
| 22 | Francia (bandiera) | D     | Magou Doucouré (capitano) |
| 25 | Nigeria (bandiera) | D     | Rofiat Imuran             |
| 28 | Francia (bandiera) | D     | Romane Lejeune            |
| 30 | Polonia (bandiera) | P     | Kinga Szemik              |
| 33 | Francia (bandiera) | C     | Léa Bourgain              |
| 34 | Francia (bandiera) | A     | Adèle Connesson           |
| 40 | Francia (bandiera) | P     | Clara Wibaut              |

## Calciomercato

### Sessione estiva
| Acquisti | Acquisti         | Acquisti      | Acquisti   |
| R.       | Nome             | da            | Modalità   |
| -------- | ---------------- | ------------- | ---------- |
| P        | Kinga Szemik     |               | [ 2 ]      |
| D        | Rofiat Imuran    | Rivers Angels | definitivo |
| D        | Blessing Demehin | Rivers Angels | definitivo |
| D        | Celya Barclais   | Issy          | definitivo |
| C        | Thelma Eninger   | Fleury        | definitivo |

| Cessioni | Cessioni          | Cessioni          | Cessioni   |
| R.       | Nome              | a                 | Modalità   |
| -------- | ----------------- | ----------------- | ---------- |
| D        | Océane Deslandes  | Montpellier       | definitivo |
| D        | Easther Mayi Kith | Kristianstads DFF | definitivo |
| A        | Vicki Becho       | Olympique Lione   | definitivo |
| A        | Naomie Feller     | Real Madrid       | definitivo |
| A        | Miracle Porter    | Gintra            | definitivo |

### Sessione invernale
| Acquisti | Acquisti      | Acquisti    | Acquisti   |
| R.       | Nome          | da          | Modalità   |
| -------- | ------------- | ----------- | ---------- |
| D        | Mathilde Kack | UCF Knights | definitivo |

| Cessioni | Cessioni      | Cessioni    | Cessioni   |
| R.       | Nome          | a           | Modalità   |
| -------- | ------------- | ----------- | ---------- |
| C        | Noxolo Cesane | Tigres UANL | definitivo |

## Risultati

### Division 1

#### Girone di andata
| Arbitro: | Benmahammed |

|              |           |                                                            |
| Dumornay 63’ | Marcatori | 16’, 85’ Van de Donk 39’ Egurrola 72’ Däbritz 90+4’ Malard |

| Arbitro: | Beyer |

|                |           |                              |
| Pasquereau 54’ | Marcatori | 17’, 83’ Gevitz 57’ Mondésir |

| Arbitro: | Efe |

|  |           |           |
|  | Marcatori | 35’ Louis |

| Arbitro: | Gerbel |

|                                    |           |  |
| Ngock 30’ Pasquereau 32’ Louis 43’ | Marcatori |  |

| Arbitro: | Elbour |

|                   |           |                          |
| Bourdieu 42’, 76’ | Marcatori | 40’ Bussy 52’ Pasquereau |

| Arbitro: | Laur |

|  |           |                |
|  | Marcatori | 42’, 47’ Diani |

| Arbitro: | Benmahammed |

|            |           |                                         |
| Condon 48’ | Marcatori | 17’, 82’ Dumornay 56’ Bussy 90’ Ouchene |

| Montpellier 19 novembre 2022, ore 14:30 CET 8ª giornata | Stade Reims | 0 – 0 referto | Rodez | Stadio Bernard Gasset n°7 - Terrain Mama Ouattara (138 spett.)\| Arbitro: \| Beyer \| |
| Arbitro:                                                | Beyer       |               |       |                                                                                       |

| Arbitro: | Daupeux |

|             |           |  |
| Kamczyk 51’ | Marcatori |  |

| Arbitro: | Vanderstichel |

|                            |           |           |
| Bussy 28’, 85’ Ouchene 62’ | Marcatori | 2’ Gordon |

| Arbitro: | Efe |

|  |           |                                  |
|  | Marcatori | 27’ Dumornay 34’, 57’, 77’ Bussy |

#### Girone di ritorno
| Arbitro: | Laur |

|                         |           |  |
| Mpome 35’ Torrent 90+7’ | Marcatori |  |

| Arbitro: | Efe |

|                                                                       |           |                    |
| Meyong 33’, 53’ Ouchene 79’ Corboz 90+1’, 90+5’ (rig.) Dumornay 90+3’ | Marcatori | 51’ (aut.) Demehin |

| Arbitro: | Gerbel |

|                 |           |  |
| Traoré 85’, 89’ | Marcatori |  |

| Arbitro: | Efe |

|  |           |                                      |
|  | Marcatori | 19’ Sarr 30’ Matéo 36’ (rig.) Thiney |

| Arbitro: | Anex |

|                                                     |           |  |
| Diani 11’ Bachmann 16’ Vangsgaard 65’ Baltimore 76’ | Marcatori |  |

| Arbitro: | Gerbel |

|                                       |           |             |
| Corboz 36’ Dumornay 86’ Eninger 90+2’ | Marcatori | 40’ Diakité |

| Arbitro: | Rochebilière |

|                |           |                     |
| Lamontagne 19’ | Marcatori | 10’ Louis 75’ Bussy |

| Arbitro: | Beyer |

|              |           |                               |
| K. Louis 32’ | Marcatori | 14’, 23’ B. Louis 74’ Kamczyk |

| Arbitro: | Laur |

|  |           |                                                                 |
|  | Marcatori | 48’, 77’ Dumornay 54’ Imuran 70’ (aut.) Gadéa 90+2’ Chossenotte |

| Arbitro: | Rochebilière |

|                             |           |          |
| Dumornay 4’, 69’ Imuran 89’ | Marcatori | 52’ Díaz |

| Arbitro: | Daupeux |

|                                                                             |           |              |
| Marozsán 2’ Renard 9’ Malard 30’ Majri 59’ Le Sommer 65’, 80’ Hegerberg 74’ | Marcatori | 87’ Dumornay |

### Coppa di Francia
| Arbitro: | Collin |

|                                                                  |           |                                     |
| Corboz 18’ (rig.) Dumornay 68’ (rig.), 81’ Louis 85’ Bussy 90+3’ | Marcatori | 24’ Ould Hocine 50’ Thiney 89’ Sarr |

| Arbitro: | Beyer |

|  |           |                      |
|  | Marcatori | 44’ Corboz 85’ Bussy |

| Arbitro: | Gerbel |

|                                                                                   |                      |                                                                                 |
| Corboz 53’ Dumornay 68’                                                           | Marcatori            | 32’ Marozsán 55’ Däbritz                                                        |
| Dumornay Eninger Ngock Louis Pasquereau Doucouré Szemik Chossenotte Kack Rastocle | Tiri di rigore 7 – 8 | Majri Egurrola Renard Däbritz Marozsán Cascarino Gilles Carpenter Morroni Becho |

## Statistiche

### Statistiche di squadra
| Competizione     | Punti | In casa | In casa | In casa | In casa | In casa | In casa | In trasferta | In trasferta | In trasferta | In trasferta | In trasferta | In trasferta | Totale | Totale | Totale | Totale | Totale | Totale | DR |
| Competizione     | Punti | G       | V       | N       | P       | Gf      | Gs      | G            | V            | N            | P            | Gf           | Gs           | G      | V      | N      | P      | Gf     | Gs     | DR |
| ---------------- | ----- | ------- | ------- | ------- | ------- | ------- | ------- | ------------ | ------------ | ------------ | ------------ | ------------ | ------------ | ------ | ------ | ------ | ------ | ------ | ------ | -- |
| Division 1       | 32    | 11      | 5       | 1       | 5       | 21      | 20      | 11           | 5            | 1            | 5            | 19           | 20           | 22     | 10     | 2      | 10     | 40     | 40     | 0  |
| Coppa di Francia | -     | 2       | 1       | 1       | 0       | 7       | 5       | 1            | 1            | 0            | 0            | 2            | 0            | 3      | 2      | 1      | 0      | 9      | 5      | +4 |
| Totale           | -     | 13      | .       | .       | .       | .       | .       | 12           | .            | .            | .            | .            | .            | 25     | 12     | 3      | 10     | 49     | 45     | +4 |

### Andamento in campionato
| Giornata  | 1  | 2  | 3  | 4 | 5 | 6 | 7 | 8 | 9 | 10 | 11 | 12 | 13 | 14 | 15 | 16 | 17 | 18 | 19 | 20 | 21 | 22 |
| --------- | -- | -- | -- | - | - | - | - | - | - | -- | -- | -- | -- | -- | -- | -- | -- | -- | -- | -- | -- | -- |
| Luogo     | C  | C  | T  | C | T | C | T | C | T | C  | T  | T  | C  | T  | C  | T  | C  | T  | C  | T  | C  | T  |
| Risultato | P  | P  | V  | V | N | P | V | N | P | V  | V  | P  | V  | P  | P  | P  | V  | V  | P  | V  | V  | P  |
| Posizione | 12 | 11 | 10 | 5 | 6 | 7 | 5 | 6 | 8 | 7  | 6  | 7  | 6  | 6  | 6  | 6  | 6  | 6  | 6  | 6  | 6  | 6  |

Legenda:

Luogo: C = Casa; T = Trasferta. Risultato: V = Vittoria; N = Pareggio; P = Sconfitta.

### Statistiche delle giocatrici
| Giocatore      | Division 1 | Division 1 | Division 1  | Division 1 | Coppa di Francia | Coppa di Francia | Coppa di Francia | Coppa di Francia | Totale   | Totale | Totale      | Totale     |
| Giocatore      | Presenze   | Reti       | Ammonizioni | Espulsioni | Presenze         | Reti             | Ammonizioni      | Espulsioni       | Presenze | Reti   | Ammonizioni | Espulsioni |
| -------------- | ---------- | ---------- | ----------- | ---------- | ---------------- | ---------------- | ---------------- | ---------------- | -------- | ------ | ----------- | ---------- |
| E. Alvarado    | 17         | -28        | 0           | 0          | 0                | 0                | 0                | 0                | 17       | -28    | 0           | 0          |
| C. Barclais    | 17         | 0          | 1           | 0          | 2                | 0                | 1                | 0                | 19       | 0      | 2           | 0          |
| L. Bourgain    | 5          | 0          | 0           | 0          | -                | -                | -                | -                | 5        | 0      | 0           | 0          |
| K. Bussy       | 16         | 8          | 0           | 0          | 3                | 2                | 0                | 0                | 19       | 10     | 0           | 0          |
| N. Cesane      | 7          | 0          | 1           | 0          | -                | -                | -                | -                | 7        | 0      | 1           | 0          |
| S. Chossenotte | 10         | 1          | 0           | 0          | 1                | 0                | 0                | 0                | 11       | 1      | 0           | 0          |
| A. Connesson   | 9          | 0          | 0           | 0          | -                | -                | -                | -                | 9        | 0      | 0           | 0          |
| R. Corboz      | 22         | 3          | 0           | 0          | 3                | 3                | 0                | 0                | 25       | 6      | 0           | 0          |
| O. Demehin     | 15         | 0          | 5           | 0          | 2                | 0                | 0                | 0                | 17       | 0      | 5           | 0          |
| M. Doucouré    | 20         | 0          | 9           | 0          | 3                | 0                | 0                | 0                | 23       | 0      | 9           | 0          |
| M. Dumornay    | 18         | 11         | 3           | 0          | 3                | 3                | 0                | 0                | 21       | 14     | 3           | 0          |
| T. Eninger     | 18         | 1          | 1           | 0          | 2                | 0                | 0                | 0                | 20       | 1      | 1           | 0          |
| M. Esposito    | 0          | 0          | 0           | 0          | -                | -                | -                | -                | 0        | 0      | 0           | 0          |
| L-A. Joly      | 19         | 0          | 4           | 0          | 3                | 0                | 0                | 0                | 22       | 0      | 4           | 0          |
| I. Hlushchenko | 2          | 0          | 0           | 0          | 1                | 0                | 0                | 0                | 3        | 0      | 0           | 0          |
| R. Imuran      | 6          | 2          | 0           | 0          | -                | -                | -                | -                | 6        | 2      | 0           | 0          |
| M. Kack        | 3          | 0          | 0           | 0          | 2                | 0                | 0                | 0                | 5        | 0      | 0           | 0          |
| R. Lejeune     | 2          | 0          | 0           | 0          | -                | -                | -                | -                | 2        | 0      | 0           | 0          |
| K. Louis       | 20         | 4          | 5           | 0          | 3                | 1                | 1                | 0                | 23       | 5      | 6           | 0          |
| C. Meyong      | 17         | 2          | 2           | 0          | 2                | 0                | 1                | 0                | 19       | 2      | 3           | 0          |
| A. Nassena     | 0          | 0          | 0           | 0          | -                | -                | -                | -                | 0        | 0      | 0           | 0          |
| M. Ngock       | 19         | 1          | 4           | 0          | 1                | 0                | 0                | 0                | 20       | 1      | 4           | 0          |
| L. Notel       | 10         | 0          | 1           | 0          | 2                | 0                | 0                | 0                | 12       | 0      | 1           | 0          |
| S. Ouchene     | 18         | 3          | 5           | 0          | 3                | 0                | 0                | 0                | 21       | 3      | 5           | 0          |
| J. Pasquereau  | 22         | 3          | 0           | 0          | 2                | 0                | 0                | 0                | 24       | 3      | 0           | 0          |
| J. Rastocle    | 7          | 0          | 1           | 0          | 2                | 0                | 0                | 0                | 9        | 0      | 1           | 0          |
| K. Szemik      | 18         | -8         | 5           | 0          | 3                | -5               | 0                | 0                | 21       | -13    | 5           | 0          |
| C. Wibaut      | 1          | -4         | 0           | 0          | -                | -                | -                | -                | 1        | -4     | 0           | 0          |